# Meulaboh
Meulaboh is een stad in de huidige provincie Atjeh in het noorden van Sumatra, Indonesië. De stad werd zwaar getroffen door de tsunami van 2004: er zouden 40.000 van de 120.000 inwoners zijn omgekomen.

## Teukoe Oemar
De plaatselijke leider Teukoe Oemar, lange tijd het gezicht van de strijd tussen de Nederlanders en de Atjehers in de Atjehoorlog, sneuvelde op het strand van Meulaboh op 11 februari 1899.